# Большаки
Большаки — упразднённая деревня в Голышмановском городском округе Тюменской области России. В 2004 году исключена из учётных данных, в связи с прекращением существования.

## География
Деревня находится в южной части Тюменской области, в лесостепной зоне, в пределах Ишимской равнины, у бывшего железнодорожного остановочного пункта 2339 км, между болотами Большое и Малое Козье, на расстоянии примерно 9,5 километров (по прямой) к северо-западу (WSW) от Голышманова, административного центра района. 
Климат
Климат резко континентальный с суровой холодной зимой и относительно коротким жарким летом. Средняя температура воздуха самого тёплого месяца (июля) составляет 18 °C (абсолютный максимум — 38,4 °C); самого холодного (января) — −18,7 °C (абсолютный минимум — −47,3 °C). Среднегодовое количество атмосферных осадков составляет 524 мм, из которых 70 % выпадает в период с мая по сентябрь.

## История
До сентября 2018 года входила в состав Ламенского сельского поселения.

## Население
| 1989 | 2002 |
| ---- | ---- |
| 11   | ↘0   |